# Южаков, Сергей Николаевич
Серге́й Никола́евич Южако́в (17 [29] декабря 1849, Вознесенск — 29 ноября [12 декабря] 1910, Петербург) — русский социолог и публицист; противник марксизма.

## Биография
Родился в семье генерала-кавалериста, учился на историко-филологическом факультете Новороссийского университета, который по болезни оставил до окончания курса. Молодость его прошла в Одессе, где он некоторое время служил по городскому общественному управлению. На литературное поприще выступил в 1868 году в «Одесском вестнике». С 1872 года сотрудничал со «Знанием», в 1876—1879 гг. был товарищем редактора «Одесского вестника».
Был близок к революционному подполью. С 1879 по 1882 год находился в ссылке в Сибири, откуда посылал статьи в «Русские ведомости» и «Отечественные записки».
В 1882—1884 гг. — постоянный сотрудник «Отечественных записок», тогда же помещал статьи в «Деле», «Вестнике Европы» и «Одесском листке»; в 1884—1885 гг. сотрудничал с «Русской мыслью»; в 1885—1889 гг. был членом редакции «Северного вестника», в 1893—1898 гг. — членом редакции «Русского богатства», в котором вёл отдел иностранной политики.
Редактировал Большую энциклопедию: Словарь общедоступных сведений по всем отраслям знания в 22 томах (1900—1909).
Умер Южаков в петербургской Георгиевской общине сестер милосердия, куда перевезен был за два месяца до своей смерти. До последних минут своей жизни он не переставал интересоваться политическими и общественными событиями в России и заграницей, областью, которой он посвятил около 40 лет своей жизни.
Похоронен на Волковском православном кладбище, близ Литераторских мостков.

### Семья
Сестра — Южакова, Елизавета Николаевна (1852—1883), народница-террористка.

## Социологическая деятельность

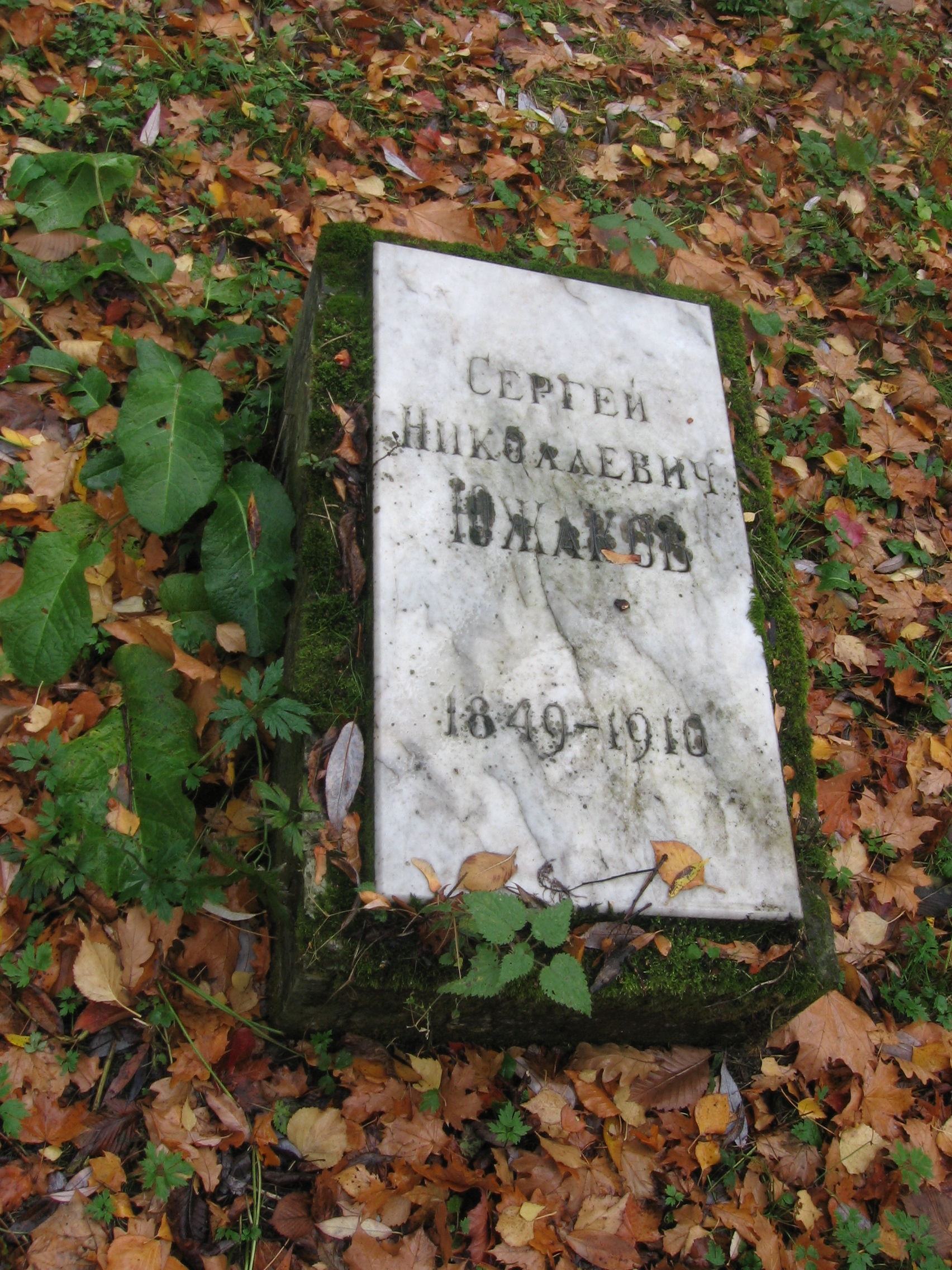
Надгробие С. Н. Южакова на Литераторских мостках

Примыкал к субъективной школе социологии, которую считал специфически «русской социологической школой». Указывал, что в социальном процессе, наряду с биологическими факторами, действуют и факторы этические, которые, с успехом цивилизации, берут перевес над первыми и подчиняют их себе. «Социальный прогресс, — говорил Южаков, — представляется процессом уравновешения внутренних и внешних отношений жизни и среды»: в этом прогрессе жизнь, приспособляясь к среде, в свою очередь приспособляет среду к своим потребностям, создавая особую среду — «социальную культуру». Благодаря этому новому фактору борьба за существование перестаёт быть всерешающим фактором, и проявляется тенденция к совершенному искоренению этой борьбы, которая человеком, сколько-нибудь развитым, признаётся явлением безнравственным. Борьба между людьми сменяется борьбой людей, объединённых солидарностью, с природой, что ведёт к тенденции «уравновесить размножение населения умножением средств».
Основы своего широко-гуманного миросозерцания изложил в «Социологических этюдах».

## Избранные труды
Источник — Электронные каталоги РНБ
- Южаков С. Н. Аграрный вопрос в России. — СПб.: Голос, 1906. — 31 с.
- Южаков С. Н. Аграрный вопрос в России. — Петроград: Бюро российской преессы, 1917. — 16 с.
- Южаков С. Н. Англо-русская распря : Небольшое предисловие к большим событиям : Полит. этюд. — СПб.: тип. т-ва «Общественная польза», 1885. — 106 с. PDF
- Южаков С. Н. Афганистан и сопредельные страны: Полит.-историч. очерк. — СПб.: тип. т-ва «Общественная польза», 1885. — 195 с. PDF
- Южаков С. Н. Вопросы просвещения : Публицистич. опыты. — СПб.: тип. М. М. Стасюлевича, 1897. — 284 с.
- Южаков С. Н. Доброволец «Петербург» : Дважды вокруг Азии : Путевые впечатления. — СПб.: типо-лит. Б. М. Вольфа, 1894. — 349 с. PDF
- Южаков С. Н. Жан-Жак Руссо : Его жизнь и литературная деятельность : Биогр. очерк. — СПб.: тип. т-ва «Общественная польза», 1894. — 79 с. — (Жизнь замечательных людей : Биогр. б-ка Ф. Павленкова).
- Южаков С. Н. Женщина-избирательница : (К вопросу о реформе русского избирательного права). — М.: Л. О. Крумбюгель и Н. Н. Худяков, 1906. — 16 с.
- Южаков С. Н. К вопросу о земледельческой будущности русской чернозёмной полосы : (Письма о периодических земледельческих кризисах в Южной и Восточной России, о их причинах и средствах к их устранению). — М.: тип. Н. С. Скворцова, 1881. — 38 с. — (из «Русских ведомостей». — 1881).
- Южаков С. Н. Любовь и счастье в произведениях Пушкина : (Критич. этюд). — Одесса: Г. Бейленсон и И. Юровский, 1895. — 60 с. — (извлечение из: Любовь и счастье в произведениях русской поэзии // Северный вестник. — 1887. — № 2, 4).
- Южаков С. Н. М. М. Сперанский : Его жизнь и общественная деятельность : Биогр. очерк. — СПб.: тип. т-ва «Общественная польза», 1892. — 88 с. — (Жизнь замечательных людей : Биогр. б-ка Ф. Павленкова).
- Южаков С. Н. Социологические этюды. — изд. пересмотр. и доп. — СПб.: тип. М. М. Стасюлевича, 1891—1896. — Т. 1, 2.